# Deutsches Schauspielhaus
Das Deutsche Schauspielhaus im Hamburger Stadtteil St. Georg ist mit 1200 Plätzen das größte Sprechtheater Deutschlands. Entstanden ist es durch eine private Initiative von Bürgern und der 1899 gegründeten „Aktiengesellschaft Deutsches Schauspielhaus“. Die Pläne stammen von dem Wiener Architekturbüro Fellner und Helmer, die das neobarocke Gebäude nach dem Vorbild des Wiener Volkstheaters gestalteten. Am 15. September 1900 wurde das Theater mit einer Aufführung der Iphigenie auf Tauris feierlich eröffnet.
Der Name Deutsches Schauspielhaus knüpft an die Tradition des Hamburger Nationaltheaters an, das Mitte des 18. Jahrhunderts durch Hamburger Bürger betrieben wurde und an dem Gotthold Ephraim Lessing als Dramaturg tätig war. Das Schauspielhaus hat die Theatergeschichte der Stadt im 20. Jahrhundert entscheidend mitgeprägt und zählt zu den führenden Theatern Deutschlands.
Rechtsträger ist heute die DeutschesSchauSpielHausHamburg Neue Schauspielhaus GmbH.

## Geschichte

### Hamburgs neues Theater

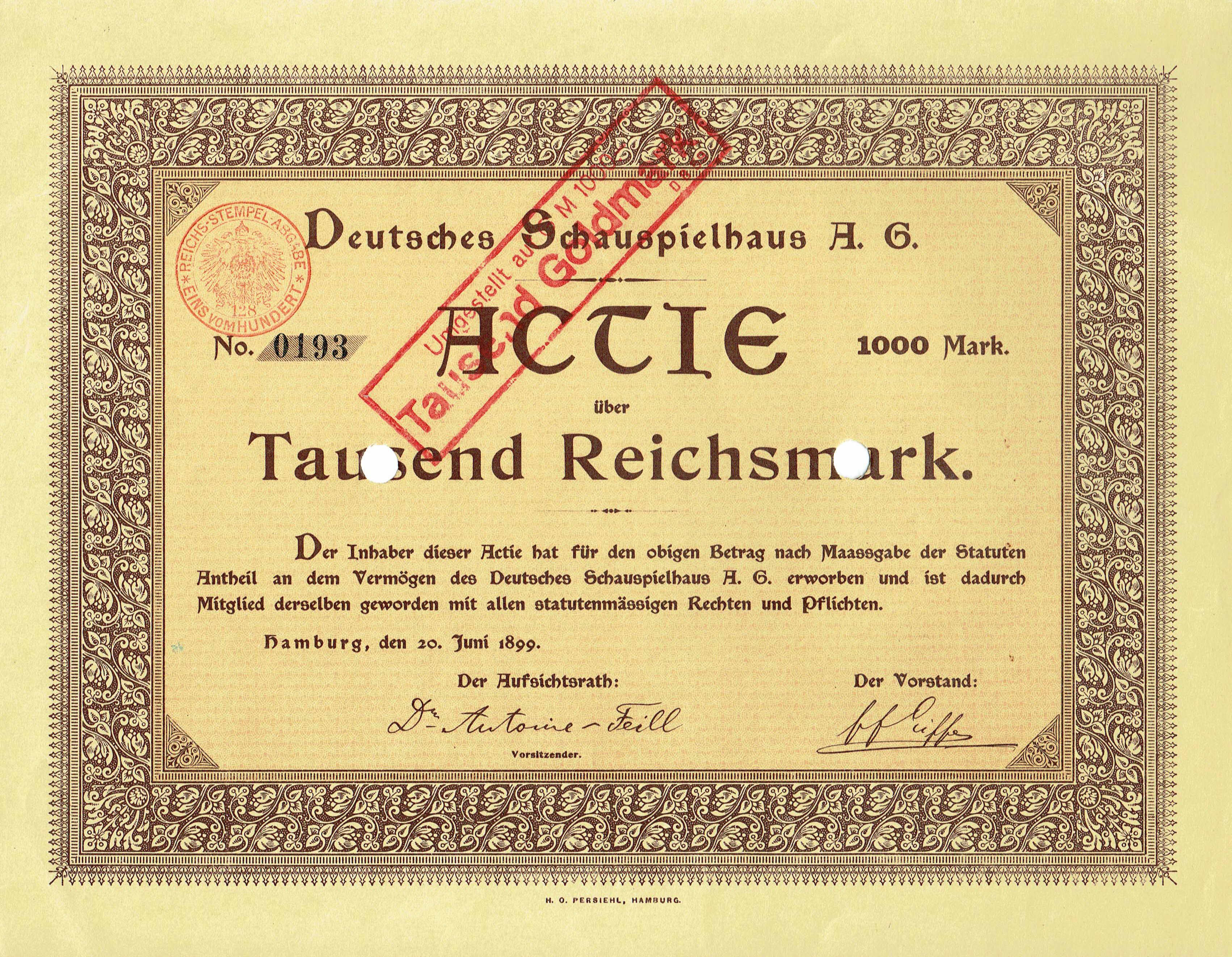
Aktie über 1000 Reichsmark der Deutsche Schauspielhaus AG vom 20. Juni 1899

Hamburg entwickelte sich ab den 1870er Jahren zu einer modernen Stadt von Weltformat, was nicht zuletzt der Reichsgründung und dem schnellen wirtschaftlichen Aufschwung zuzuschreiben war. Das gesteigerte Selbstbewusstsein des Hamburger Großbürgertums forderte in den folgenden Jahrzehnten immer mehr nach einem repräsentativen Theater. Bislang bestand die Hamburger Theaterlandschaft aus einem Sprechtheater und dem Stadttheater, in deren Aufgabenbereich die Unterhaltung und die Opernpflege fielen. Der Theatermanager Bernhard Pollini war Direktor beider Häuser und besaß somit Hamburgs Theater-Monopol. Dies änderte sich erst mit seinem Tod 1897, denn obwohl Pollini testamentarisch die Fortdauer seines Theaterimperiums gesichert hatte, konnten seine Nachfolger die führende Theaterspitze nicht halten.
Es wurde bald deutlich, dass der Stadt eine künstlerische und anspruchsvolle Bühne fehlte, welche die Aufführung von Klassikern sowie von modernen Stücken übernehmen könnte. Die Situation änderte sich erst mit dem Entschluss des „Vereins Hamburger Bürger zu St. Georg“ und des bekannten Theaterkritikers Heinrich E. Wallsee, welche ein Sprechtheater nach dem Vorbild des Wiener Burgtheaters planten. Auch die Lage des neuen Theaters stand bereits fest: Es sollte in der ehemaligen Vorstadt St. Georg in der Nähe des geplanten Zentralbahnhofs errichtet werden.
Das Deutsche Schauspielhaus entstand letztendlich durch einen Zusammenschluss von privaten Finanziers, Geschäftsleuten und führenden Hamburger Bühnenkünstlern, wie der hochgeschätzten Tragödin Franziska Ellmenreich, die für die künstlerische Seriosität des Projekts bürgen sollten. Das Schauspielhaus blieb bis in die Zeit des Nationalsozialismus hinein ein Privattheater.
Im Juni 1899 wurde die „Aktiengesellschaft Deutsches Schauspielhaus“ mit 84 Teilhabern gegründet. Zum Vorbild wurde die Theaterstadt Wien genommen und so fiel die Wahl auf die erfahrenen Wiener Architekten Ferdinand Fellner und Hermann Helmer. Es entstand ein Theaterhaus im Stil des Neobarock mit 1.831 Zuschauerplätzen für eine gute Million Mark, das sich in seiner Gestalt an das Deutsche Volkstheater in Wien anlehnte, dessen Erbauer ebenfalls das Architekten-Duo war. Der neue Aufsichtsrat entschied sich für Baron Alfred von Berger, bisher Literaturprofessor in Wien, als ersten Intendanten des Hauses. Mit der Zusammenstellung des Orchesters wurde Victor Heinisch als Kapellmeister beauftragt.
Am 15. September 1900 fand die feierliche Eröffnung des Deutschen Schauspielhauses statt. Berger hielt einen Prolog, Beethovens Die Weihe des Hauses, und Goethes Iphigenie auf Tauris wurde aufgeführt. Im ersten Jahrzehnt des Hauses unter Berger wurden vorrangig die Klassiker Shakespeare, Goethe, Schiller und zeitgenössische Theaterautoren gespielt. Einziges Manko waren die langen Aufführungen, die aufgrund der Umbaupausen meist bis zu sechs Stunden andauerten. Dies war nicht zuletzt Bergers Bühnenbildern zuzuschreiben, die oft aufwändig und detailfreudig gestaltet waren. Berger erfüllte die Erwartung des Hamburger Theaterpublikums und erhielt die breite Zustimmung des Bürgertums, was durch den außergewöhnlich hohen Verkauf von Abonnements bestätigt wurde.
Jedoch blieben Werke von Friedrich Hebbels, die gerade noch um die Jahrhundertwende als bühnentauglich galten, das einzig Neue am Deutschen Schauspielhaus. Erst als Berger 1910 nach Wien zurückging, begann für das Schauspielhaus die Moderne. Unter dem neuen Intendanten Carl Hagemann entstand in Hamburg ein neues und modernes Theaterverständnis. Die Bühnenbilder waren weniger prachtvoll und zeigten sich in neuen Farben und Formen. Hagemann wollte die Aufmerksamkeit auf das Dichterwort lenken, welches von den Bühnenbildern untermalt und nicht dominiert werden sollte. Hagemanns Abwendung vom Naturalismus vollzog in Hamburg eine Entwicklung, die in Berlin bereits weit fortgeschritten war. So war die Theaterkritik begeistert, das Hamburger Publikum aber empfand den Einbruch der Moderne als zu plötzlich und trauerte dem Intendanten Berger, seinem Programm und seinen pompösen und illusionistischen Bühnenbildern nach. Das literarische Theater Hagemanns fand nicht die Zustimmung des Publikums und nachdem das Haus viele Zuschauer und besonders Abonnenten verloren hatte, gab er bereits nach drei Jahren auf und trennte sich in Unfrieden vom Aufsichtsrat des Deutschen Schauspielhauses.

### Das Schauspielhaus in der Weimarer Republik
Nachdem Hagemann das Deutsche Schauspielhaus verlassen hatte, wurde die neue Theaterentwicklung nicht weitergeführt. Neuer Intendant wurde Max Grube, welcher vor allem damit zu tun hatte, das Schauspielhaus durch die Jahre des Ersten Weltkriegs zu bringen. In dieser Zeit brachte Grube wenig Neues und machte auch keinerlei Experimente.
Das Programm und die gegebene nationale Gesinnung der Herren des Schauspielhauses schlugen mit Beginn des Krieges in einen aggressiven Nationalismus um. Die Bühne verlor zunehmend ihre Stammgäste und somit auch ihre Einnahmen.
Als Grube mit Kriegsende das Theater übergab, war es in einem katastrophalen Zustand, sowohl baulich als auch finanziell. Unter dem neuen Intendanten, dem Wiener Schriftsteller Paul Eger, wurde das Theater erneut zu einer bürgerlichen Hofbühne. Dieser Rückgang ließ sich dadurch erklären, dass Eger ein Berger-Schüler war und deshalb in republikanischen Zeiten ein anachronistisches Theaterprogramm anstrebte.
Eger verstand, wie sein Vorgänger zuvor, das Deutsche Schauspielhaus als Theater der Klassiker. Die gesellschaftlichen Wandlungen im Zuge der Weimarer Republik und des Ersten Weltkriegs waren im Schauspielhaus nicht angekommen. Als Einziges modernisierte Eger die Bühne und verjüngert das Ensemble. Was Eger nicht erkannte war, dass sich das großbürgerliche Publikum verringert und verändert hatte. Zudem konnte das Schauspielhaus mit seiner konventionellen Spielgestaltung keine neuen Publikumsschichten für sich gewinnen. Besonders wurden, neben den anderen Bühnen und Unterhaltungsmöglichkeiten Hamburgs, die neuen „Lichtspieltheater“ der Weimarer Republik zu einer ernstzunehmenden Konkurrenz für alle Theater. Immer mehr Menschen wandten sich vom Theater ab und den Kinos zu. Die 1920er Jahre stellten finanziell eine besonders kritische Zeit für das Schauspielhaus dar. Die allgemein schwierige wirtschaftliche Lage und die interne Kostensteigerung machten dem Theater schwer zu schaffen.
Auch der neue Intendant Erich Ziegel konnte an der miserablen Finanzlage nichts ändern. Künstlerisch war er durch einen Intendantenvertrag gebunden und musste das Haus im Sinne Bergers führen. 1928 stand das Deutsche Schauspielhaus vor dem Bankrott und die finanziellen Probleme in der Weltwirtschaftskrise zwangen die Geschäftsführer zu einer organisatorischen Zusammenlegung des Hauses mit dem Thalia Theater. Unter der Generaldirektion von Hermann Röbbeling, dem Direktor des Thalia Theaters, wurde ein gemischtes Repertoire an Klassikern und neueren Stücken gespielt. In der wachsenden politischen Radikalisierung kam es 1929 zu dem größten Theaterskandal in der Geschichte des Deutschen Schauspielhauses. Ferdinand Bruckners Stück Die Verbrecher wurde von nationalsozialistischen Kreisen unter Führung von Bürgerschaftsabgeordneten der NSDAP gesprengt. Als die Störungen anhielten, wurde das Stück nach nur elf Vorstellungen aus dem Programm genommen.
Durch die wachsende politische Radikalisierung wurde die Aufnahme von weiteren kritischen Zeitstücken verhindert und das Schauspielhaus wich auf ein anderes Unterhaltungsprogramm aus. Nachdem die Zusammenlegung nichts an der schwierigen Wirtschaftslage des Deutschen Schauspielhauses und des Thalia Theaters geändert hatte, wurden die beiden Häuser 1932 wieder getrennt.

### Das Theater im Dritten Reich und Zweiten Weltkrieg: Politik und Zerstörung
Karl Wüstenhagen wurde 1932 zum neuen Intendanten ernannt. Bereits 1934 wurde das Haus gemäß der nationalsozialistischen Kulturpolitik verstaatlicht und somit vor dem Bankrott gerettet. Aufgrund der Größe des Schauspielhauses konnte es schon vorher nicht mehr als Privattheater weitergeführt werden. Unter den Nationalsozialisten wurde das Theater dann in „Staatliches Schauspielhaus“ umbenannt.
Ein kontrollierender Staatskommissar gab fortan die Richtung vor und so wurde das Deutsche Schauspielhaus in eine national-religiöse Kultstätte umgewandelt. Durch den großen Anpassungswunsch des Hauses an die politischen Vorgaben des Staats, wurden zwischen den Jahren 1933 und 1935 sämtliche jüdische Ensemblemitglieder entlassen. Auch im Innenraum kam es zu Veränderungen und so wurde jeglicher Prunk und Stuck übermalt.
Werke von jüdischen Autoren und Kommunisten durften nicht mehr aufgeführt werden und nach Kriegsbeginn waren Werke aus „Feindstaaten“ nicht mehr erlaubt. Trotzdem wurde das Schauspielhaus nicht zur politischen Kampfbühne für Propagandainszenierungen und so dominierten im Spielplan weiterhin die Klassiker. In den letzten Kriegsjahren musste die Zahl der Aufführungen immer weiter verringert werden. Das Haus erlitt Schäden vor allem in den Bombennächten, doch aufgrund des Schutzes durch die hauseigene Luftschutzwache wurde es vor größerer Zerstörung bewahrt. Im September 1944 wurden alle Theater Deutschlands geschlossen, das Deutsche Schauspielhaus fungierte in der Folge als Rüstungswerkstatt, welche sich im Bühnenraum befand. Der Zuschauerraum diente als Lichtspielhaus.
Zwei Drittel der Hamburger Theater waren nach Kriegsende zerstört und das Deutsche Schauspielhaus zählte zu den wenigen Gebäuden der Stadt, die weitestgehend unversehrt geblieben waren. Das Gebäude des Schauspielhauses wurde im Mai 1945 von der britischen Besatzungsmacht beschlagnahmt und unter dem Namen „Garrison Theatre“ genutzt. Erst nach und nach ging das Haus wieder in deutsche Hände über.

### Wiederaufbau und große Erfolge
Nach Kriegsende 1945 war Hamburg eine Trümmerstadt und musste zudem mehr als eine Million Einwohner unterbringen. Die Wohnungsnot war groß und so wurden viele Gebäude zweckentfremdet. Auch die Theatergebäude Hamburgs wurden stark beschädigt, wenn nicht sogar völlig zerstört. Nur wenige Theatergebäude waren noch spielfähig, wie die Kammerspiele, das Thalia Theater und das Deutsche Schauspielhaus. Letzteres stand nicht zur Verfügung, da die englischen Besatzer das Gebäude für sich beanspruchten.
Unter der kommissarischen Leitung von Rudolf Külüs richtete sich das Ensemble des Deutschen Schauspielhauses im Gewerkschaftshaus am Besenbinderhof ein. Am 5. November 1945 wurde dort Shakespeares Der Widerspenstigen Zähmung als erstes Nachkriegsspiel aufgeführt. Die Militärregierung verzichtete auf die Einmischung in das kulturelle Programm und deren Verwaltung.
Unter der Leitung Arthur Hellmers, der 1946 das Amt des Intendanten antrat, fanden beeindruckende Aufführungen klassischer wie auch zeitgenössischer Werke statt. Hellmer setzte auf einen kulturellen Austausch und zeigte französische und angloamerikanische Stücke sowie Exildramatik. Obwohl er vom Publikum gefeiert wurde, musste Hellmer zwei Jahre die Kritik seitens der Presse und Politiker ertragen, bis er sich 1948 entschloss zu gehen. Von 1948 bis 1955 standen unter der Intendanz von Albert Lippert und unter der Dramaturgie von Ludwig Benninghoff sowohl Stücke aus dem klassischen als auch aus dem zeitgenössischen internationalen Repertoire auf dem Spielplan.
Von 1955 bis 1963 erlangte das Deutsche Schauspielhaus unter Gustaf Gründgens sein theatergeschichtlich höchstes Ansehen und reichte selbst an das Wiener Burgtheater heran. Gründgens gelang es während seiner Intendanz, dem Theater eine neue und sichere Identität zu geben. Fortan stand Klassik auf dem Spielplan, dargestellt von bekannten Schauspielern. Den endgültigen Durchbruch schaffte Gründgens mit seiner Goethe-Inszenierung des Faust, die als „Hamburger Faust“ in die Geschichte einging und durch zahlreiche Gastspiele weit über Deutschland hinaus bekannt wurde. Trotz der großen Erfolge öffnete sich Gründgens nie dem erneuerten Verständnis von Theater, das nach dem Ende des Nationalsozialismus entstanden war. Und so blieb er bei den Klassikern und machte das Deutsche Schauspielhaus in Hamburg zu einer Hochburg des Nachkriegstheaters.

### Krisenzeit und Aufstieg des Hamburger Theaters
Gründgens wurde von Publikum und Presse gefeiert. Nach seinem Fortgang war es besonders für seine Nachfolger nicht leicht vor diesen zu bestehen. Die Zeit nach Gründgens war geprägt von häufigen Wechseln im Deutschen Schauspielhaus. Dies lag an der Führung mancher Intendanten, aber besonders an der überaus schwierigen Identitätsfindung des Theaters.
1963 wurde der Münchner Oscar Fritz Schuh, der in Hamburg Opern inszenierte, zum Nachfolger Gründgens ernannt. Trotz seines modernisierten Programms und der besten Platzauslastung seit Kriegsende kam Schuh nicht gegen den Mythos Gründgens an. Aufgrund der starken Kritik seitens der Presse, des Publikums und selbst der Schauspieler verlängerte Schuh seinen Vertrag nicht und verließ, wie so viele vor und nach ihm, das Deutsche Schauspielhaus frustriert.
In den 1960er Jahren kam es im Theater zu einer starken Abwanderung ganzer Publikumsschichten. Dies lag besonders an den neuen Medienvorlieben des Publikums, die sich zunehmend zum Kino und Fernsehen hingezogen fühlten.
Vielleicht wurde aus eben jenem Grund der neue Intendant gewählt, ein Mann des Fernsehens. Egon Monk war bis 1968 Leiter der Fernsehspielabteilung des NDR und hatte noch bei Bertolt Brecht gelernt. Er verstand das Theater in erster Linie als Instrument politischer Belehrung. Eben jene Einstellung führte beim Publikum und den Kritikern zu Irritationen und schließlich zu einem leeren Haus. Monks Intendanz endete nach nur 74 Tagen und ging als die kürzeste des Schauspielhauses in die Geschichte ein.
Drei weitere Intendanten folgten auf Monk: Gerhard Hirsch, welcher sich selbst das Leben nahm, Hans Lietzau und Rolf Liebermann. Alle blieben sie jeweils nur ein Jahr am Deutschen Schauspielhaus und mussten mit wachsenden Einnahmedefiziten und dem Publikumsschwund kämpfen. Einzig Liebermann gelang es 1971 der zunehmenden Kluft zwischen Theater-Avantgarde und den Vorlieben der Besucher entgegenzutreten. Zu diesem Zwecke erhielt Hamburg eine Experimentalbühne, welche avantgardistische Theaterwerke vor einem kleinen Publikum aufführen konnte: den Malersaal. Dieser wurde zur Hauptspielstätte des Jungen Schauspielhauses.
Ab 1972 öffnete sich das Schauspielhaus für Werke ausländischer Autoren unter der Intendanz von Ivan Nagel, ein Theoretiker und Verfechter neuer Theaterformen. Die Inszenierungen sehr moderner Autoren stießen teilweise auf wenig Akzeptanz beim konservativen Hamburger Theaterpublikum, lockten jedoch ein junges Publikum an. 1976 waren mehr als ein Drittel der Schauspielhausbesucher unter 25 Jahre alt, wodurch das Haus wieder einen Spitzenplatz unter den deutschen Theatern erlangte. Nagel holte große Regisseure ins Haus, wie Peter Zadek. Dessen Inszenierung von Shakespeares Othello, mit Ulrich Wildgruber und Eva Mattes in den Hauptrollen, sorgte 1976 für den größten Hamburger Theaterskandal der Nachkriegszeit.
In den Jahren 1981–1984 erfolgten Restaurierungsarbeiten am Schauspielhaus zur Wiedergewinnung der originalen Raumfassung. Die ursprüngliche Konzeption der Wiener Architekten Helmer und Fellner sollte sich in neuen/alten Glanz wieder präsentieren. In dieser Zeit spielte das Ensemble unter dem Intendanten Niels-Peter Rudolph im Operettenhaus und in der ehemaligen Fabrik Kampnagel. 1985 übernahm Peter Zadek die Intendanz am Deutschen Schauspielhaus und ging sogleich gegen die neue/alte Gestalt der Repräsentationsbühne mit Flipperautomaten im Foyer an. Er übernahm die schwierige Doppelaufgabe von Intendanz und Regie. Zadek gelang es Publikum und Presse zu begeistern und unterlief erfolgreich den elitären Charakter des Theaters mit veränderten internen Führungsstrukturen und Einheitspreisen an einem Tag in der Woche. Dies jedoch führte zu Konkurrenzkonflikten und zu einer Abnahme des Publikums.
Nach Zadeks Intendanz folgte die kurze und wenig künstlerische Intendantenzeit des Engländers Michael Bogdanov. Die folgende Spielzeit 1993/94 leitete der Theaterwissenschaftler Frank Baumbauer, dessen Intendanz von einer Rückbesinnung geprägt und in deren Verlauf er dem Schauspielhaus ein eigenes Profil geben wollte. Eine gute Ensemblearbeit sowie ein Rückgriff auf die eigene Sprache des Theaters folgten diesem Prinzip. Dank Baumbauers Einbindung deutschsprachiger Gegenwartsautoren und dem neuen hochrangigen Ensemble wurde das Gesicht des Theaters erneuert und dieses wieder zu einer wichtigen Bühne Deutschlands.
Das Programm des Deutschen Schauspielhauses bestand zu jener Zeit zu 60 % aus zeitgenössischen Werken. In den sieben Jahren Intendanz von Baumbauer wurde das Schauspielhaus von den Kritikern der Fachzeitschrift Theater heute viermal zum Theater des Jahres erklärt. Zahlreiche Einladungen und Ehrungen bestätigen den Ruf des Schauspielhauses als „Kulturbotschafter der Stadt“.
Die Intendanz Baumbauers endet im Jahr 2000 mit einem großen Fest anlässlich des 100. Geburtstags des Hauses.

### Das Deutsche Schauspielhaus im 21. Jahrhundert
Im neuen Jahrtausend startete man auch im Deutschen Schauspielhaus in Hamburg neu durch. Tom Stromberg wurde als neuer Intendant an das Theater geholt und brach nicht nur mit der Wahl seiner Hausregisseure, sondern auch mit seinem Spielplan und dem neuen Hauskonzept.
Stromberg war besonders für sein experimentierfreudiges und internationales Theater bekannt. Durch ihn bekamen das traditionelle Sprech-, Tanz- und Musiktheater neue Formen. Hierfür arbeitete er mit internationalen Größen zusammen, wie Jan Lauwers, Jérôme Bel und Heiner Goebbels. Stromberg öffnet die Tore für andere Kunstformen, wie der Bildenden Kunst und den neuen Medien. Zudem strebte er Zusammenarbeiten mit Hamburger Museen, mit Performance- und Installations-Künstlern, mit Filmemachern sowie internationalen Theatergruppen an. Zwei Spielzeiten lang blieben die Zuschauer aus und wichtige Mitarbeiter verließen das Haus. Erst danach lockten die Regisseure Jan Bosse, René Pollesch, Stefan Pucher und Ingrid Lausund mit originellen Inszenierungen von Traditionsstücken wie Faust und Othello ein junges Publikum an.
Für die Spielzeit 2004/2005 wählten führende Theaterkritiker aus Österreich, der Schweiz und der Bundesrepublik Deutschland das Deutsche Schauspielhaus zum Theater des Jahres.
Intendant war seit 2005 Friedrich Schirmer. Das Junge Schauspielhaus bespielt jetzt auch das Foyer des zweiten Ranges (ca. 80 Plätze) und den Marmorsaal. Weitere Spielorte sind die Kantine und die Probebühne. Außerhalb des Hauptgebäudes werden die Deichtorhallen und die Hamburger Botschaft (ein Club im Schanzenviertel) bespielt. Schirmers Vertrag wurde am 7. Oktober 2008 bis 2015 verlängert, womit ihm ermöglicht werden sollte, „über längere Zeit einer großen Bühne ein Profil zu geben“, so die damalige Kultursenatorin Karin von Welck. Mitte September 2010 kündigte Schirmer an, zum 30. September 2010 vorzeitig als Intendant zurückzutreten und seinen Vertrag zu kündigen.
Von Oktober 2010 bis Ende der Spielzeit 2012/13 leitete Jack F. Kurfess kommissarisch das Schauspielhaus. Die künstlerische Leitung lag in dieser Zeit bei Florian Vogel. Seit der Spielzeit 2013/2014 ist die bis dahin in Köln agierende Theaterregisseurin Karin Beier Intendantin des Schauspielhauses.
2015 wurde Karin Henkels Inszenierung von Henriks Ibsens „John Gabriel Borkman“ zum Berliner Theatertreffen eingeladen. 2016 war das Deutsche Schauspielhaus mit den Produktionen „Schiff der Träume – Ein europäisches Requiem“ nach Fellini (Regie: Karin Beier) sowie „Effi Briest – allerdings mit anderem Text und auch anderer Melodie“ von Clemens Sienknecht und Barbara Bürk nach Fontane beim Theatertreffen dabei.
Ebenfalls 2016 folgte das Deutsche Schauspielhaus einer Einladung des Festivals Brandhaarden und präsentierte eine Werkschau mit fünf Produktionen in der Stadsschouwburg Amsterdam.
In der Spielzeit 2016–17 erhielt Ensemblemitglied Gala Othero Winter den „Boy-Gobert-Preis 2016 der Körber-Stiftung“. Edgar Selge wurde in der Kritikerumfrage der Zeitschrift „Theater Heute“ als Schauspieler des Jahres für seine Darstellung in Karin Beiers Inszenierung von Michel Houellebecqs »Unterwerfung« ausgezeichnet.
In der Spielzeit 2017–18 wurde die Inszenierung von Elfriede Jelineks »Am Königsweg« (Regie: Falk Richter) zum Berliner Theatertreffen und zu den Mülheimer Theatertagen eingeladen. Dort erhielt sie den Publikumspreis der Mülheimer Theatertage. Darsteller Benny Claessens erhielt für seine Rolle den Alfred-Kerr-Darstellerpreis. In der „Theater heute-Umfrage 2018“ wurde »Am Königsweg« in den Kategorien „Inszenierung des Jahres“, „Stück des Jahres“, „Schauspieler des Jahres“ und „Kostüme des Jahres“ ausgezeichnet. Ensemblemitglied Paul Behren erhielt 2018 den „Boy-Gobert-Preis 2018 der Körber-Stiftung“. In der Spielzeit 2019–20 wurde Katie Mitchells Inszenierung von Alice Birchs »Anatomie eines Suizids« als eine der bemerkenswertesten Inszenierungen des deutschsprachigen Raums zum Berliner Theatertreffen eingeladen.
2020 erhielt Josefine Israel den „Boy-Gobert-Preis 2020 der Körber-Stiftung“. Karin Beiers Inszenierung von »Reich des Todes« von Rainald Goetz wurde zum Berliner Theatertreffen und den Mülheimer Theatertagen eingeladen. Die Inszenierung »Wir haben getan, was wir konnten« (Regie: Tuğsal Moğul) erhielt eine Einladung zum Heidelberger Stückemarkt.
In der Spielzeit 2021–22 erhielt Schauspielerin Lina Beckmann den Gertrud-Eysoldt-Ring 2021 und den Nestroy-Theaterpreis als »Beste Schauspielerin« in »Richard the Kid & the King« (Regie: Karin Henkel). Die Performance-Installation »Die Ruhe« (Konzept und Regie: Signa Köstler) wurde 2022 zum Berliner Theatertreffen eingeladen. Die Uraufführung von »Lärm. Blindes Sehen. Blinde sehen!« von Elfriede Jelinek (Regie: Karin Beier) zu den Mülheimer Theatertagen.

## Beschreibung

### Baugeschichte
Bereits in den 1890er Jahren wurden seitens der Bevölkerung und der Presse Stimmen für den Bau eines neuen repräsentativen Sprechtheaters laut. Besonders der Presse verdankte das Schauspielhaus seine Erbauung. Der Journalist Heinrich E. Wallsee, Redakteur der konservativen Hamburger Nachrichten, führte die schlechte Wahl der aufgeführten Stücke des Thalia Theaters und des Stadttheaters auf eine bestehende Konkurrenzlosigkeit zurück. Es gelang ihm die verschiedenen Kreise zusammenzubringen, welche bis dato jeder für sich nach einer Lösung gesucht hatte. So kamen durch Wallsee der „Verein Hamburger Bürger zu St. Georg“, ein Kreis von führenden Hamburger Bühnenkünstlern und eine Gruppe finanzkräftiger Geschäftsmänner, zusammen. Durch einen Makler in St. Georg wurde die Verbindung zum Rechtsanwalt Heinrich Nils Antoine-Feil hergestellt, der zur treibenden Kraft des Unternehmens und später zum Vorsitzenden des Aufsichtsrats eben jener Aktiengesellschaft wurde.

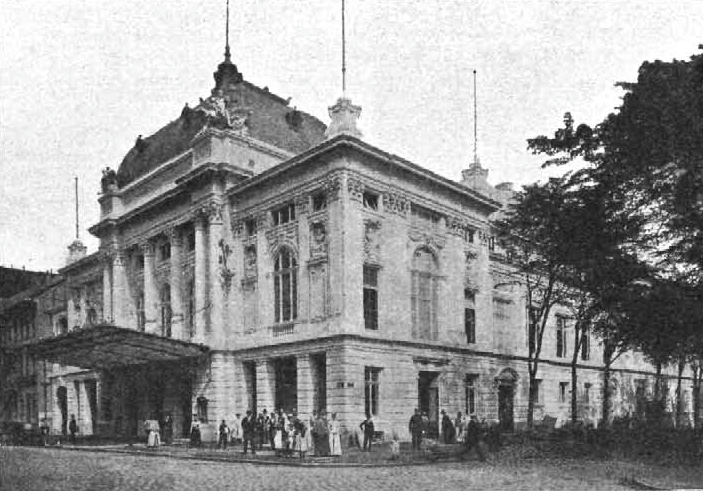
Deutsches Schauspielhaus – Ecke Kirchenallee (1901)

Die „Deutsche Schauspielhaus AG“ wurde am 14. Juli 1899 mit einem Stammkapital von einer Million Mark in 1.000 Inhaberaktien zu je 1.000 Mark gegründet. Diese fanden schnell ihre Besitzer in 84 Aktionären.
Bereits im Mai hatten sich die Gründer an das erfahrene Architektenbüro Fellner und Helmer gewandt und sich mehrere Entwürfe vorlegen lassen. Einer der Aktionäre war Baron Alfred Eger der später, durch die Durchsetzung Wallsees, zum ersten Intendanten des Schauspielhauses werden sollte. Ein Lageplan vom 9. Mai bestätigte, dass die Frage nach dem Grundstück bereits gelöst war. Dies bedeutet, dass schon vor der Gründung der Gesellschaft ein baureifer Entwurf vorlag.
Die Grundsteinlegung fand am 12. August 1899 statt und ein Jahr später, am 15. September 1900, konnte das Deutsche Schauspielhaus in Betrieb genommen werden. Der Bau des Theaters kostete insgesamt 1.091.660 Mark.

### Lage
St. Georg ist noch heute die zweitälteste Vorstadt Hamburgs und diente zunächst als Ausweichstelle für den aus der Innenstadt vertriebenen Mittelstand. Um 1900 wurde der nördliche Teil jedoch zum viertteuersten Stadtteil, da er am stärksten von der neu geplanten Citybildung profitierte. Ihre zentrale Lage, die Linien des Nah- und Fernverkehrs die hier zusammenliefen und schließlich die Errichtung des Zentralbahnhofs, der 1906 fertiggestellt wurde, versprachen einen großen Profit.
Durch Kontakte gelangten die Gründer der „Deutschen Schauspielhaus AG“ an ein Grundstück zum Schnäppchenpreis von 590.000 Mark. Das zum Teil freistehende Theater wurde so an den drei Straßenfronten eines Baublocks platziert. Mit der Vorderfront befindet es sich zur Kirchenallee, die Längsseite steht gegen die Kapellenstraße und mit der Rückseite ist es zur Borgesch-Straße gewandt. Das Theater ist kein freistehendes Theater, sondern lehnt sich zu einer Seite an das Hotel Continental Novum an. Der entstandene Zentralbahnhof befindet sich in unmittelbarer Nähe zum Deutschen Schauspielhaus.

### Grundriss

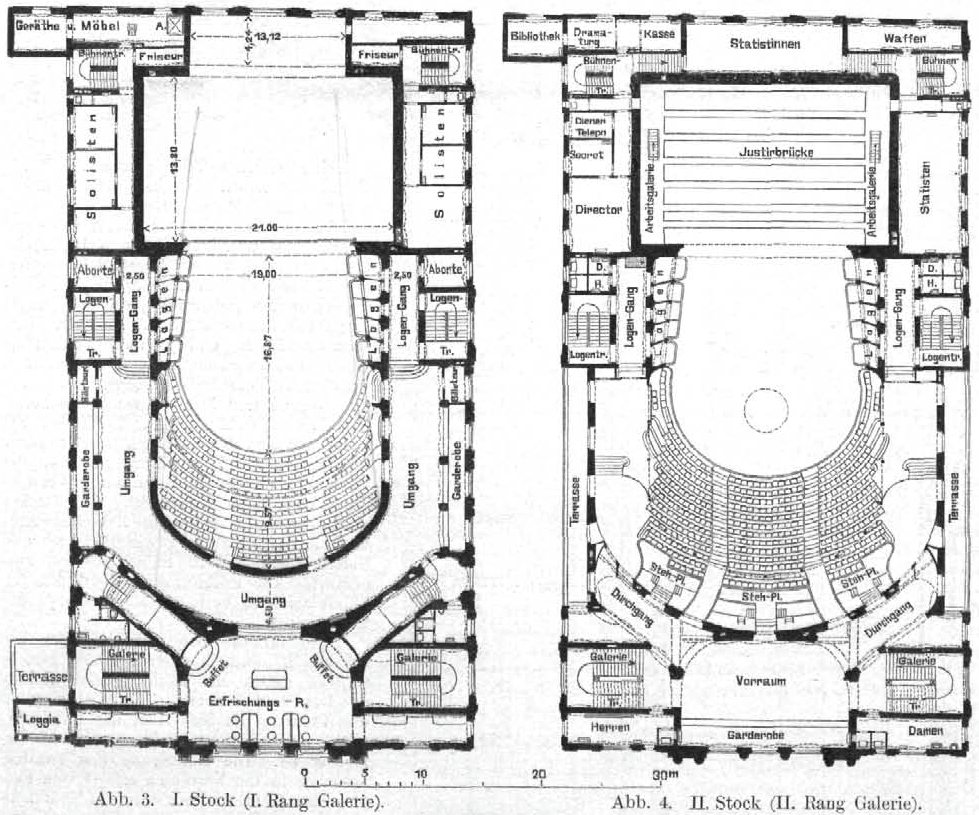
Grundriss – Erster und Zweiter Stock (1901)

Das Deutsche Schauspielhaus wurde nach dem Diagonalsystem erschlossen. Nebentreppen, Foyer und Umgänge halten sich stark an die wohl bekannten und oft verwendeten Entwürfe bei Fellner und Helmer.
Der große Saal ist nach dem Vorbild des Volkstheaters in Wien gestaltet. Dies geschah auf ausdrücklichen Wunsch von Baron Alfred Berger, welcher schon während seiner Zeit in Wien diesen Saal zu schätzen wusste.
Mit seinen 1.900 Plätze, darunter ca. 300 Stehplätze, ist das Deutsche Schauspielhaus das größte der deutschen Sprechtheater. Misst man die Platzkapazität, ist es schwer zu glauben, dass das Hamburger Theater ein Musterexemplar der Sparsamkeit ist. Sowohl von den Baukosten als auch von der bebauten Grundfläche her, welche nur bescheidene 2.210 m² misst.

### Äußere Gestaltung
Das Deutsche Schauspielhaus in Hamburg zeigt, im Vergleich zu anderen Bauten des Architekten-Duos, eine eher untypische Theaterfassade für Fellner und Helmer.
Das Theater präsentiert sich mit seiner Hauptfassade zur Kirchenallee als ein neunachsiger Putzbau mit gequadertem Sockelgeschoss. Durch korinthische Säulen und Pilaster wird das Hauptgeschoss optisch gegliedert. Die Architekten haben bewusst auf ein die Fassade beherrschendes Motiv verzichtet und so entstand eine schmale, schmucklose Attikazone unter dem kräftig vorkragenden Gesims.
Die gestelzte Kuppel über dem dreiachsigen Mittelrisalit, mit den durch Streben gegliederten Rundbogenfenstern vor dem Hauptfoyer, hebt das Theater von seiner unmittelbaren Umgebung ab.
Bei der Errichtung hatte das Theater auf die Bebauung der Kirchenallee Rücksicht zu nehmen. Die Hamburger Baupolizei gestattete weder zum Eingang hinaufführende Stufen noch einen Vorbau der eine Wagendurchfahrt ermöglicht hätte. Die so gewünschte Monumentalisierung konnte damit nicht durchgesetzt werden.
Durch die Errichtung des neuen Zentralbahnhofs kam es zu eingreifenden Veränderungen zwischen der Innenstadt und St. Georg. Die Nachbarbauten des Deutschen Schauspielhauses wurden zu großen Hotelanlagen umgebaut und schossen wortwörtlich in die Höhe. Um mit der Umgebung in Konkurrenz bleiben zu können, setzten die Architekten Fellner und Helmer auf die Fernwirkung der Kuppel, die selbst noch heute zwischen den Gebäuden hervorragt.
Das Architektenduo bezweckte mit der prachtvoll barocken Gestaltung der Fassade durchaus einen Zweck: so sollte die Bestimmung und Funktion des Baus, als ein den Klassikern gewidmeter Palast, sofort erkennbar sein. Unterstrichen wird dies durch die Säulen- und Pilasterordnungen im Hauptgeschoss und den Dichterbüsten, die je zu zweit die Fenster der seitlichen Treppenhäuser schmücken. Die Dichterbüsten, unter anderem Schiller, Goethe und Shakespeare, befinden sich in ausgeschmückten Medaillons und sind an allen drei Schauseiten zu finden.

### Innenarchitektur und Ausstattung

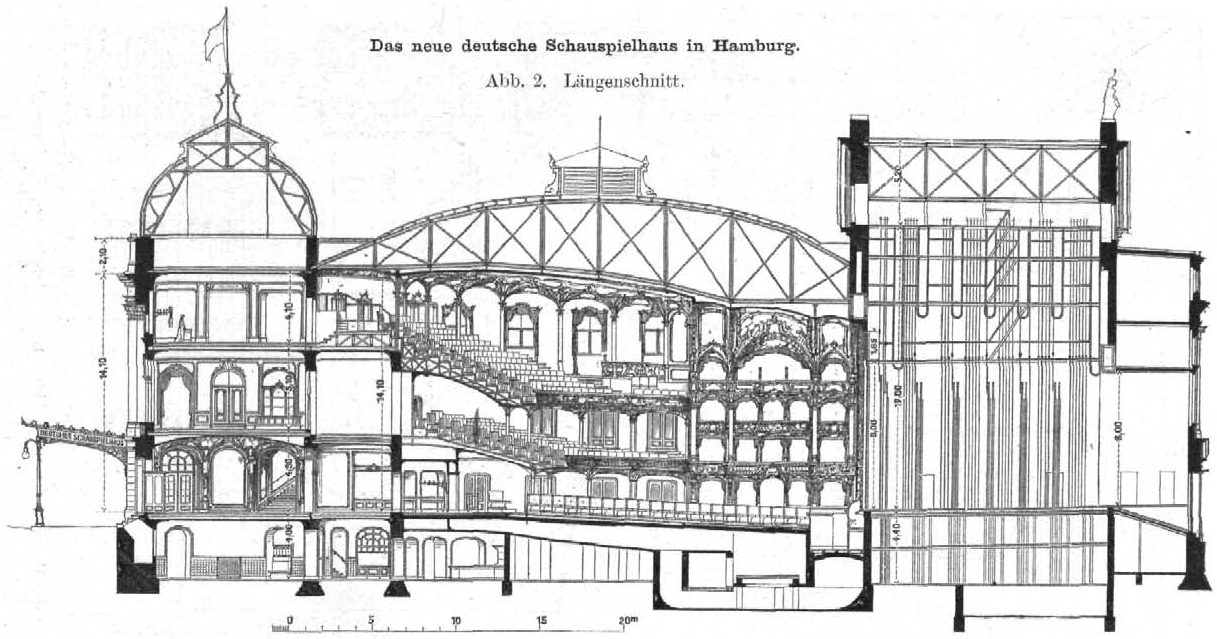
Deutsches Schauspielhaus Längsschnitt (1901)

Die in Theaterbauten erfahrenen Architekten Fellner und Helmer hatten ein architektonisches Œuvre von über 200 Bauten angesammelt unter denen sich Villen, Banken, Kaufhäuser und 47 zwischen 1870 und 1910 erbaute Theater befinden.
Sie arbeiteten eng mit Spezialfirmen zusammen, die mitunter zu den besten ihrer Zeit gehörten. So hatten sie Spezialisten für Eisenkonstruktionen, die Bühnentechnik, Möblierung und Ausstattung. Namentlich ist die Wiener Firma Strictius zu nennen, die sich um die Stuck Stuckarbeiten an Wand-, Decken- und Brüstungsflächen kümmerte. Die Firma arbeitete bereits mit Fellner und Helmer an den Theatern in Wien, Prag und Zürich zusammen. Das Deutsche Schauspielhaus erscheint in diesem Sinne „geschwisterlich verwandt“ mit den genannten Theatern.
Im 19. Jahrhundert hatten sich drei Hauptfunktionsbereiche als die den Theaterbau bestimmenden herausgebildet und zunehmend verfestigt.
Der Eingangstrakt mit Kassenhalle, über dem sich das Hauptfoyer und die seitlichen Treppenhäuser befanden, wurde immer aufwendiger und prunkvoller gestaltet. Darauf folgte das Auditorium mit den Umgängen, welches dem Publikum vorbehalten war. Zuletzt trat man in das große Bühnenhaus mit den anschließenden Nebenräumen.
Aufgrund der neuen feuerpolizeilichen Bestimmungen von 1889, mit der man auf die verheerenden Theaterbrände reagierte, wurde eine Zusammenfassung der Gebäudeteile unter einem Dach, wie noch beim Frankfurter Opernhaus (1873–1880), unmöglich. Der basilikale Langhaustyp, der noch bei früheren Bauten von Fellner und Helmer zu sehen ist, verschwand und machte einem dreiteiligen Ensemble Platz. Die Verordnung besagte, dass das Bühnenhaus vom Zuschauerraum isoliert und über diesen hochgezogen werden musste. Zudem sollten die Treppenaufgänge zu den oberen Rängen ausgesondert werden. Diese Erschließung führte zu dem typischen Diagonalsystem der beiden Architekten. Von außen zeigte es sich in der dreiteiligen Fassadengliederung im Mittelrisalit und den Eckbauten.
Der Längsschnitt veranschaulicht, dass der Eingangstrakt und das Bühnenhaus die gleiche Höhe haben. Dazwischen liegt das Auditorium als eigener Baukörper mit niedrigerem Kuppeldach. Es fungiert als Verbindungsteil und bietet den Besuchern rund 1.900 Plätze.
1910 (oder 1913?) wurde dort, wo bisher in Verbindung mit dem Wandelraum und einer Garderobe das Foyer vom 1. Rang gewesen war, der „Marmorsaal“ im Stil des Art déco eingerichtet.

### Zuschauerraum

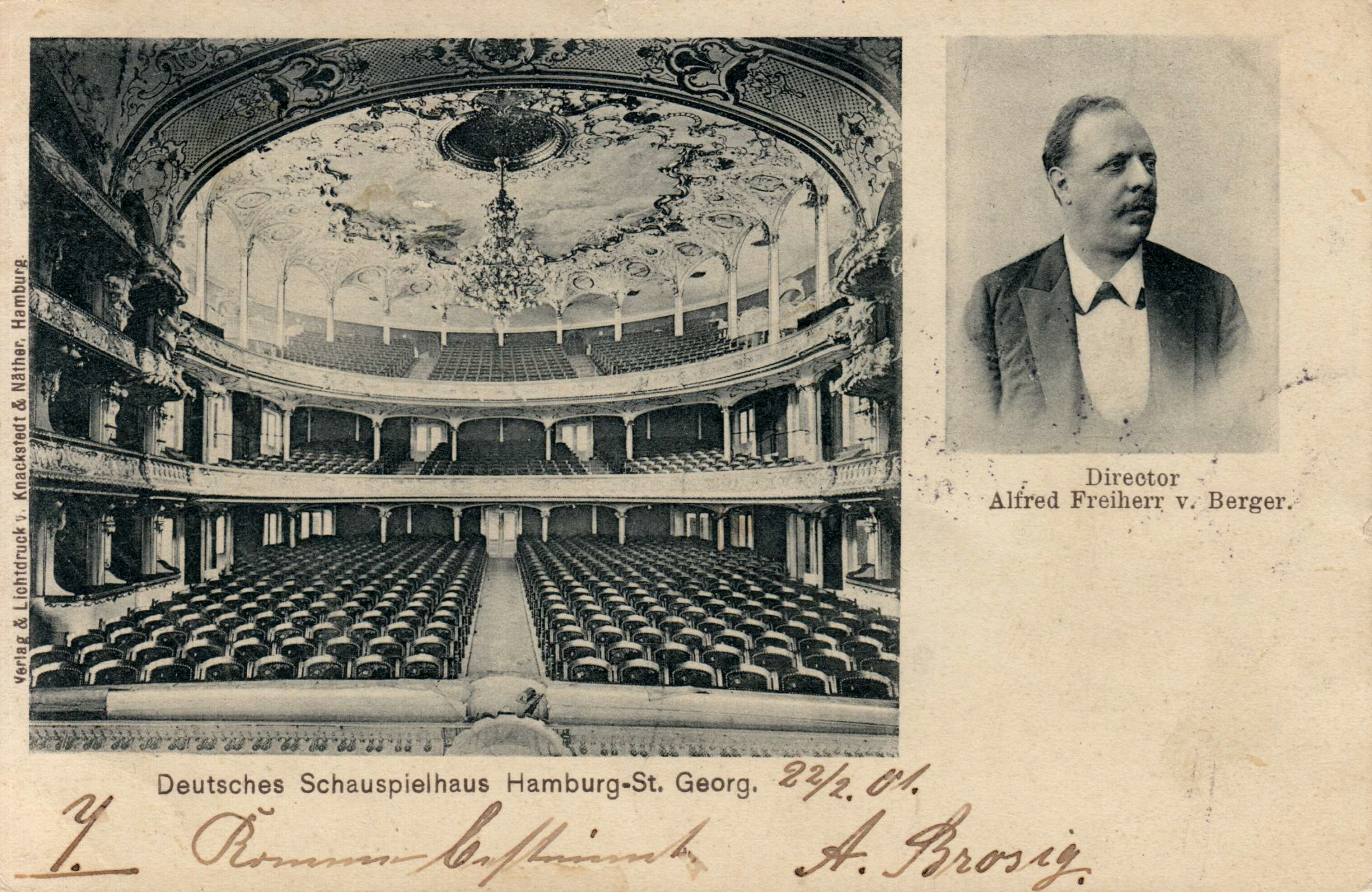
Innenansicht des Deutschen Schauspielhauses, um 1900

Die Innengestaltung des Zuschauerraums im Deutschen Schauspielhaus ist eine Architekturkopie des 10 Jahre früher errichteten Deutschen Volkstheaters in Wien. Noch zu Beginn des 20. Jahrhunderts zeigte sich der Zuschauerraum in barocker Pracht im Farbdreiklang von weißlich-gelbem Ton sowie in Gold und Rot. Für diese Farbwahl hatte man sich in langjähriger Erfahrung entschieden und so fand man sie nicht nur im Theaterhaus in Hamburg.
Dank der am österreichischen Barock geschulten Hände der Stuckateure sind die Wände, Decken und Brüstungsflächen mit Rocaillen, Rauten- und Netzwerk sowie mit figürlichen Motiven reich ausgeschmückt.
Der Zuschauerraum besitzt an jeder Seite 15 Logen, wobei jede mit einem Ein- und Durchgang versehen ist. Die zwei Ränge werden von Stützsäulen durchzogen und sind im Design aufeinander abgestimmt. Hier zeigt sich das Charakteristikum des Zuschauerraums, der mitunter zu den besten des Wiener Architektenduos gehört. Mit dem Schauspielhaus gelang ihnen fast eine Quadratur des Kreises in Kombination von Masse und prachtvoller Ausstattung. Die exklusiven Plätze wurden auf die seitlichen Partien verlegt. Bemerkenswert ist, dass das Theater mit dieser Vielzahl an Plätzen nur mit zwei amphitheatralisch stark ansteigenden Rängen auskommt.
Eine vergleichbare ansteigende Ranganlage findet sich auch im Stadttheater Gießen (1906–1907) und die Grazer Oper (1899), die ebenfalls von Fellner und Helmer entworfen und erbaut wurden. Fellner und Helmers Maxime bestand darin, eine möglichst hohe Besucherzahl auf einer optimal genutzten Grundfläche zu platzieren. Dabei sollten selbst die schlechtesten Plätze, also die mit der geringstmöglichen Entfernung und einem möglichst flachen Sehwinkel zu Bühne, untergebracht werden.

### Restaurierungsarbeiten 1984
Im Zuge von Instandsetzungsarbeiten 1984 an Bühne und Bühnentechnik des Deutschen Schauspielhauses entschloss man sich in letzter Sekunde, dazu ebenfalls den Zuschauerraum sowie das Eingangsfoyer und die Aufgänge zum 1. Rang einer Restaurierung zu unterziehen. Besonders der Zuschauerraum war in einem heruntergekommenen Zustand. Die Gelder wurden jedoch erst sehr spät bewilligt und so hatten Denkmalpfleger und Restauratoren nur knapp vier Monate Zeit.
Ziel war die Wiederherstellung der historischen Ausstattung und der Farbfassung. Besonders die Farbgestaltung hatte im Zuge der Umgestaltungsmaßnahmen des letzten Jahrhunderts stark gelitten.
Die Voruntersuchungen ergaben, dass die Wand- und Deckenflächen insgesamt viermal in unterschiedlichen Ausführungen und Farben bearbeitet wurden. Diese lassen sich mit den folgenden Bauabschnitten des Schauspielhauses in Verbindung bringen.
1. 1899–1900: Die ursprüngliche Fassung zeigte sich in Gold- und Metallauflagen. Dazu kamen unterschiedliche Anlagetechniken von Zug- und Ornamentstuck. Das Besondere sind die beiden Deckenbilder, in deren Hauptbild die „Huldigung an Hamburgs Stadtgöttin“, Hammonia, dargestellt ist. Dieses ist umgeben von, in den Arkadenbögen sitzenden, 14 Rundbildern. Diese zeigen die 12 Tierkreiszeichen und zwei Landschaftsdarstellungen. Über der Proszeniumdecke malte der Münchner Hofmaler Carl von Marr den „Triumph des Apoll“.
2. 1934: Das nun unter den Nationalsozialisten genannte „Staatliche Schauspielhaus“, wurde einer ersten Gesamtrenovierung unterzogen. Hierbei wurde der Innenraum in einem hellweißen Anstrich überzogen und der gesamte farbliche und vergoldete Reichtum verschwand. Eine „farbliche Verbesserung des ursprünglichen Raumbildes“ wurde dadurch angestrebt. Das Hauptdeckenbild befand sich schon damals in einem schlechten Zustand, doch wurde nichts Benennbares getan, um dem Abhilfe zu schaffen. Die gesamte elektrische Anlage wurde überholt und durch neue Beleuchtungskörper ersetzt.
3. 1944: Bereits zu diesem Zeitpunkt und auch nach dem Kriegsende, wurde das Theater als Lichtspielhaus genutzt. Die bei der Voruntersuchung entdeckten Farbschichten lassen vermuten, dass es in dieser Zeit zu einem hellgrauen Anstrich kam.
4. 1957–1962: Im Rahmen von Baumaßnahmen wurde das Deckengemälde des Proszeniums nun vollständig mit einem deckenden Anstrich übermalt und aufgesetzten Stuckblüten verziert. Die graue Farbe wurde erneut mit einem helleren Weiß gestrichen. Bereits zu dieser Zeit war die Existenz des Deckengemäldes, der „Triumph des Apoll“, in Vergessenheit geraten. Wiederentdeckt wurde er erst nach der Einrüstung und durch Spenden, seitens der Hamburger Bevölkerung, die schließlich zur Freilegung und Restaurierung führten. Der eiserne Vorhang, der eine textile Oberfläche imitierte und vegetabile Jugendstil-Randornamentik aufwies, wurde mit einem deckenden Rot übermalt.

Nach den Befunduntersuchungen konnten mit den Restaurierungsarbeiten begonnen werden. Alle Überanstriche wurden von den Hintergrundsflächen abgenommen, Zug- und Ornamentstuck wurden freigelegt, Stuckfiguren und sonstiges Stuckdekor wurden auf ihre vergoldeten Oberflächen zurückgebracht.
Es konnten 80 % des ursprünglichen Bestandes und somit die eindrucksvolle Raumdekoration der Jahrhundertwende wieder gewonnen werden. Selbst die Beleuchtungsführung wurde wieder auf das indirekte Licht zurückgeführt und der Zuschauerraum konnte wieder mit Lampen nach Entwürfen Fellner und Helmers ausgestattet werden.
Im Foyer und den Aufgängen zum 1. Rang lag die erste Weißfassung unter sieben Farbschichten. Sogar die Zwischenpodestspiegel auf der Treppe waren siebenmal übermalt worden. Unter Linoleumbelägen und Zementmörtelschichten zeigte sich ein grau und grün gefärbter Stein-Fußboden mit Mosaikinkrustationen, der sich nun mit seiner Pracht im Eingangsfoyer zeigt.
Nach den gegebenen vier Monaten konnte das Deutsche Schauspielhaus in Hamburg am 30. September 1984 wieder im neuen/alten Glanz eröffnen.

### Bauprojekte 2012/13
Bevor mit Karin Beier 2013 die erste Intendanz einer Frau begann, wurden umfangreiche Umbauarbeiten begonnen. Während die Bühne mitsamt Technik saniert wurde, wurden die Stücke das ganze Jahr auf dem „Spielfeld“, einer Bühne mitten im Zuschauerraum, aufgeführt. Das Schauspielhaus bat zu dieser Inszenierung der besonderen Art namhafte Autoren, eigens Stücke für das „Spielfeld“ zu schreiben und zu entwickeln. Somit wurde den Besuchern der Spielzeit 2012/13 die gesamte Spannbreite von zeitgenössischen Theaterformen geboten. Das Ausbleiben von Publikum wurde in der neuen Spielzeit nicht gefürchtet. Schließlich konnte das Deutsche Schauspielhaus im vorangegangenen Jahr einen Rekord von 240.000 Besuchern verbuchen.
Ein weiteres Bauprojekt des Schauspielhauses, dessen Umsetzung nach der Spielzeit 2011/12 geplant wurde, musste den Sanierungen weichen. Über einen Architekten-Wettbewerb sollte der Bühnenturm ein neues und modernes Gesicht bekommen. Eine Jury entschied sich für den Entwurf des Aachener Architektenbüros Bischof & Hermansdorfer. Ein schlichter weißer Kubus sollte direkt hinter der Fassade das Deutsche Schauspielhaus errichtet werden. Doch das 18-Millionen-Euro-Projekt wird höchstwahrscheinlich erst später umgesetzt werden. Vom Sommer 2012 bis Ende 2013 wurde das Schauspielhaus saniert und erhielt für 16,5 Millionen Euro eine neue Bühnenmaschinerie. Im Zuge der Maßnahmen wurde auch der Zuschauerraum überarbeitet und denkmalpflegerisch restauriert, so dass der Zustand dem Ergebnis der Restaurierungsmaßnahmen der 80er Jahre wieder entspricht. Hierbei wurde der Stuck teilweise ergänzt und retuschiert sowie mit Schlagmetall belegt und mit Schellack überzogen. Im Jahr 2018 wurden dann die beiden Ränge stabilisiert sowie restauriert und die Toiletten erhielten eine moderne Inneneinrichtung.

## Auszeichnungen
In den Jahren 1994, 1996, 1997, 2000, 2005 und 2024 wurde das Deutsche Schauspielhaus zum Theater des Jahres gekürt.

## Intendanten
- 1900–1910 Alfred von Berger
- 1910–1913 Carl Hagemann
- 1913–1918 Max Grube
- 1918–1926 Paul Eger
- 1926–1928 Erich Ziegel
- 1928–1932 Hermann Röbbeling
- 1932–1945 Karl Wüstenhagen
- 1945–1946 Rudolf Külüs, (kommissarisch)
- 1946–1948 Arthur Hellmer
- 1948–1955 Albert Lippert
- 1955–1963 Gustaf Gründgens
- 1963–1968 Oscar Fritz Schuh
- 1968 Egon Monk
- 1968–1969 Gerhard Hirsch, (kommissarisch)
- 1969–1970 Hans Lietzau
- 1970–1971 Rolf Liebermann, (kommissarisch)
- 1972–1979 Ivan Nagel
- 1979–1980 Günter König und Rolf Mares, (kommissarisch)
- 1980–1985 Niels-Peter Rudolph
- 1985–1989 Peter Zadek
- 1989–1991 Michael Bogdanov
- 1991–1993 Gerd Schlesselmann, (kommissarisch)
- 1993–2000 Frank Baumbauer
- 2000–2005 Tom Stromberg
- 2005–2010 Friedrich Schirmer
- 2010–2013 Jack F. Kurfess, (kommissarisch)
- seit 2013 Karin Beier[46]